# Femke Boelen
Femke Boelen (Amsterdam, 5 mei 1968), is een voormalige Nederlandse roeister. Ze nam vertegenwoordigde Nederland bij een aantal grote internationale wedstrijden. Eenmaal nam ze deel aan de Olympische Spelen, maar won bij die gelegenheid geen medaille.
Haar grootste succes behaalde ze in 1994 bij de wereldkampioenschappen roeien in Indianapolis. Hier nam ze deel aan de vier zonder stuurvrouw en de acht met stuurvrouw. Bij de vier zonder stuurvrouw won ze een gouden medaille en bij de acht met stuurvrouw miste ze met een vierde plek op een haar na het podium.

## Levensloop
In 1996 maakte ze op 28-jarige leeftijd haar olympische debuut als roeister bij de Olympische Spelen van Atlanta. Hier nam ze deel aan de acht met stuurvrouw. De roeiwedstrijden werden gehouden op Lake Lanier, 88 kilometer noordoostelijk van Atlanta.  Via de eliminaties (6.32,71) en de herkansing (6.08,85) plaatste de vrouwenacht zich voor de finale. Met een tijd van 6.31,11 werd finishte de Nederlandse ploeg op een zesde plaats. De finale werd gewonnen door de Roemeense ploeg, die in 6.19,73 over de finish kwam.
Ze studeerde rechtswetenschappen en was aangesloten bij RV Willem III in Amsterdam. Later werd ze clubtrainer bij deze club. Haar vader Herman Boelen is eveneens olympisch roeier (4e OS 1964).

## Titels
- Wereldkampioene vier zonder stuurvrouw - 1994

## Palmares

### roeien (twee zonder stuurvrouw)
- 1993: 6e WK in Račice - 7.46,05

### roeien (vier zonder stuurvrouw)
- 1994:  WK in Indianapolis - 6.30,76

### roeien (acht met stuurvrouw)
- 1994: 4e WK in Indianapolis - 6.10,00
- 1995:  WK in Tampere - 6.54,25
- 1996: 6e OS in Atlanta - 6.31,11

Femke Boelen · 
Marleen van der Velden · 
Astrid van Koert · 
Marieke Westerhof · 
Rita de Jong · 
Tessa Knaven · 
Tessa Appeldoorn · 
Muriel van Schilfgaarde · 
Jissy de Wolf (stuurvrouw)